# 四放海綿亞綱
四放海綿亞綱（學名：Tetractinomorpha）原為多孔动物门、寻常海绵纲下的一個亚纲，因骨针呈四放型而得名，現已被修訂為尋常海綿綱的異名。

## 下級分類
根據出版於2002年的海綿學專著《Systema Porifera》，四放海綿亞綱包含以下五個目：
- 星骨海綿目 Astrophorida Sollas, 1888
- 砂皮海綿目 Chondrosida Boury-Esnault & Lopès, 1985
- 韌海綿目 Hadromerida Topsent, 1894
- 網石海綿目 Lithistida Sollas, 1888
- 旋星海綿目 Spirophorida Bergquist & Hogg, 1969